# 620 هـ
620 هـ هي سنة فِي التقويم الهجري امتدت مقابلةً في التقويم الميلادي بين سنتي 1223 و1224.

## مواليد
- الظاهر بيبرس
- عزالدين الهذباني
- محيي الدين بن عبد الظاهر
- ابن المنير السكندري

## وفيات
- 1 شوال - ابن قدامة، عالم حنبلي (ولد 541 هـ)
- محمد قتلمش